# 밀리 깁슨
밀리 깁슨(Millie Gibson, 2004년 6월 19일 ~ )은 잉글랜드의 배우이다.

## 출연 작품

### 텔레비전
- 제이미 존슨 (2017-18) - 인디라 케이브 역
- 버터플라이 (2018) - 릴리 더피 역
- 코로네이션 스트리트 (2019-22) - 켈리 닐런 역
- 닥터 후 (2023-) - 루비 선데이 역